# Soesilarishius excentricus
Soesilarishius excentricus – gatunek pająka z rodziny skakunowatych.
Gatunek ten opisany został w 2013 roku przez Gustavo Ruiza na podstawie dwóch samców.
Skakun o ciele długości 1,9 mm. Karapaks ma jasnobrązowy z ciemnobrązową częścią głowową i białymi łuskami za tylnymi oczami. Nogogłaszczki, szczękoczułki, warga dolna, sternum, endyty i kądziołki przędne i odnóża są żółte. Opistosoma jest ciemnobrązowo upstrzona. Samcze nogogłaszczki charakteryzują się wydłużonym, zwiniętym zgodnie z ruchem wskazówek zegara embolusem, haczykowatą apofizą paraemboliczną, kulistawym tegulum z hakowatym wyrostkiem oraz prostą apofizę retrolateralną.
Pająk neotropikalny, znany tylko z Parku Narodowego Serra das Confusões w brazylijskim stanie Piauí.